# Cryptamorpha sculptifrons
Cryptamorpha sculptifrons es una especie de coleóptero de la familia Silvanidae.

## Distribución geográfica
Habita en Japón y China.